# R160
R160은 뉴욕 지하철 B 디비전용으로 제조된 뉴 테크놀러지 트레인 제품군의 지하철 차량이다. 2006년에서 2010년 사이에 운행을 시작하면서, 그들은 모든 R38, R40/A, NYCT가 운영하는 R44 차량, 대부분의 R32와 R42 차량을 교체했다. R160은 이전의 R143과 이후의 R179와 매우 유사하지만, 세 종류의 차종은 같은 열차로 편성할 없다. 이들 사이의 가장 큰 차이점은 R143 및 모든 A 디비전 뉴 테크놀러지 제품군의 정적 LED 노선도를 대신한 R160의 플렉서블 정보 및 알림 디스플레이(FIND) 시스템이다.
총 1,662대의 차량이 R160 편성으로 구성되어 있는데, 이중 1,002대는 알스톰 제작 R160A 차량과 660대의 가와사키 제작 R160B 차량이다. R160A 차량은 차수에 따라 추가로 분류되며, R160A-1 차량 372대는 4량 편성으로, R160A-2 차량 630대는 5량 편성으로 이루어졌다. 모든 R160B 차량은 5량 편성으로 되어 있지만 사용하는 추진 시스템에 따라 세분화된다. 일반적으로  차량에서 볼 수 있는 알스톰 Onix 추진 시스템을 사용하는 차량은 R160A 차량과 R160B-1 차량으로 이루어졌으며.  지멘스 SITRAC 추진 장치가 장착된 차량은 R160B-2 차량으로 불리기도 하며, 이 차량도 가와사키에서 제작 및 제조되었다.
가와사키는 2006년 8월 17일 운행을 시작한 R160B 차량을 큰 문제 없이 납품하였다. 알스톰은 2006년 10월 17일에 처음 운행된 R160A의 납품 일정을 일찍 지연시켰다. MTA은 두 계약 모두에 대해 선택권을 행사했고, 2010년 6월까지 모든 R160 차량이 운행개시되었다. 2010년대까지 R160에 수많은 실험적인 기능들이 추가되었다. 68대의 R160A 차량에는 캐나시선 L 노선에 운행을 위해 설치된 통신 기반 열차 제어(CBTC) 장비가 장착되었고, 나머지 대부분의 차량에는 퀸즈 블러바드선 (E, F, M, R) 운행을 위해 CBTC 장비가 설치될 계획이다.

## 개요
R160에는 R160A(알스톰 제조, 8313–8712, 9233–9802, 9943–9974)와 R160B(가와사키 제조, 8713–9232, 9803–9942)의 두 가지 유형이 있다. 두 대의 차 유형은 서로 거의 동일하며, 몇 가지 차이점만 있다. 두 유형은 상호 운용이 가능하고 서로 교환할 수 있다. R160A와 대부분의 R160B는 R142와 동일한 견인전동기를 사용하며, 이는 바르샤바 메트로에서 사용되는 알스톰 메트로폴리스 98B 열차의 견인전동기와 다소 유사하다. 나머지 R160B는 R143의 8205–8212호에서 시운전한 것과 유사한 견인전동기를 사용한다.
R160 차량은 4량 또는 5량 편성으로 구성된다. R160A 차량 372대(8313–8652호 및 9943–9974호)가 4량 편성으로 구성되어 있다. 모든 4량 편성은 BMT 이스턴 디비전(J/Z, L, M)의 이스트 뉴욕 차량사업소에 배속된다. 나머지 630대의 R160A 및 모든 R160B 차량은 다른 B 디비전 계통에 사용할 수 있도록 5량 편성으로 구성된다. 일부는 보통 E, F, R에서 운영되는 자메이카 차량사업소에서 유지 관리되고, 나머지는 보통 N, W에서 운영되는 코니 아일랜드 차량사업소에서 유지 관리된다.
R160A 기본 주문은 연방 교통국의 보조금에 의해 부분적으로 자금을 지원받은 $961687,121 계약의 일부였다. R160의 1차 기본 납품은 660대, 알스톰제 R160A는 400대, 나머지 가와사키제 R160B는 260대로 구성되었다. 계약에는 추가 주문 옵션이 포함되었는데, 만약 이 옵션을 행사한다면 뉴욕시와의 총 사업비는 약 24억 달러로 지하철 1,700대에 달하고, 가와사키는 1,700대의 차량 중 40%(680대)를 생산하게 된다. R160은 차량 한 대당 평균 $200,000의 비용으로 구매되었다.

## 기술

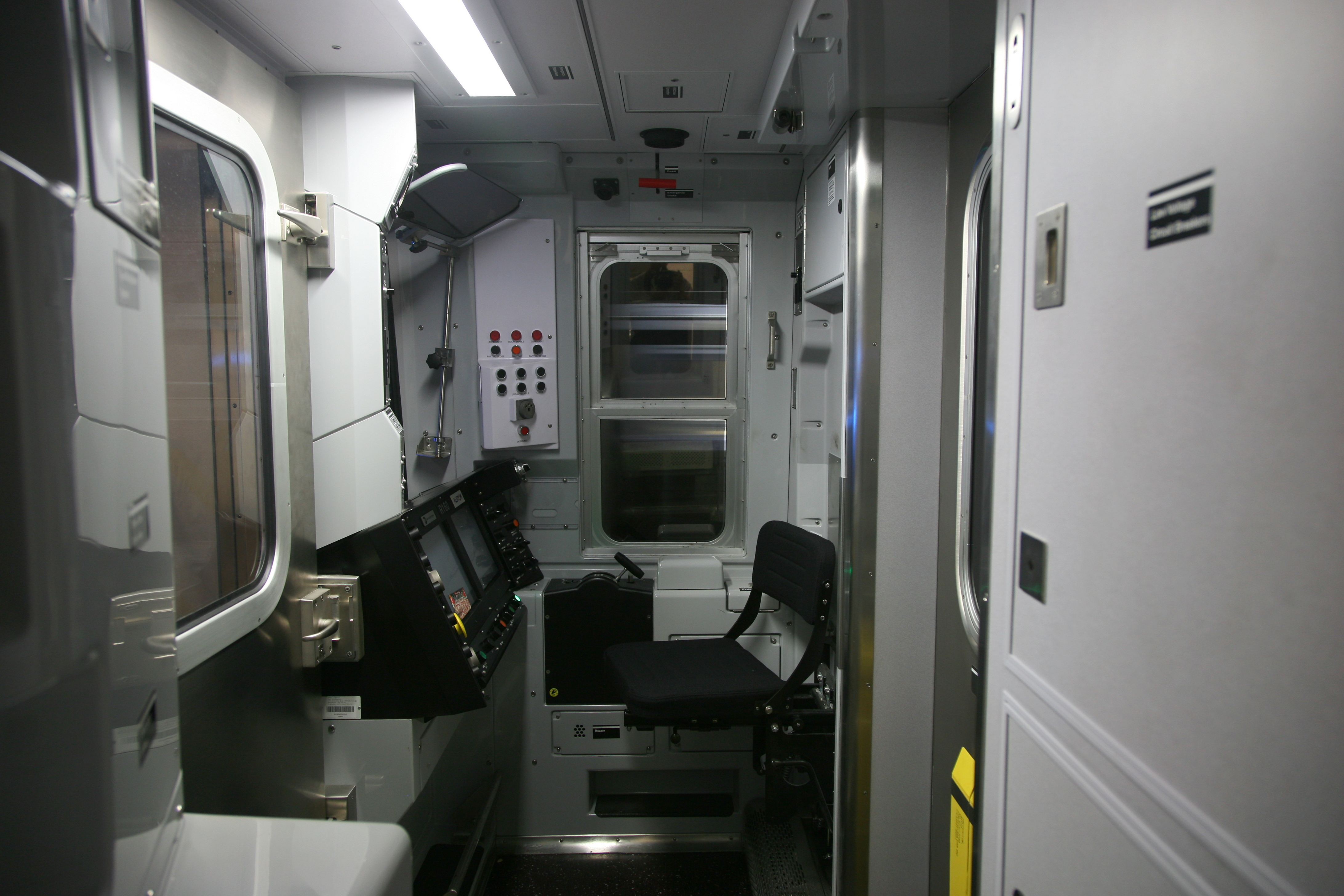
R160 차량의 운전석

R160은 R143 및 R179와 매우 유사하지만, 이들 차량 유형은 세 차량 간의 기술적 차이로 인해 상호 운용이 불가능하다.
R160은 회생 제동을 갖추고 있어 열차가 역에 진입할 때 제동 에너지를 포착해 인근 선로의 열차로 전달할 수 있다.
신차의 주요 변화와 하이라이트 중 하나는 노선·경로 정보·광고를 표시하는 LCD 화면을 포함한 전자식 "FIND"(Flexible Information and Notice Display) 시스템과, 다음역 10개와 연속 "추가 정류장" 5개를 표시하는 3색(빨간색·노란색·녹색) LED 전자노선도의 추가이다. 이 장치는 모든 차에 3개씩 있다. 디스플레이는 모든 정차역을 업데이트하며 나열된 각 역의 정차수를 표시한다. FIND 시스템은 R142, R142A, R143, R188 지하철 차량에서 사용되던 노선도와 역이 인쇄된 플라스틱 카드를 대체하며, 각각 63개의 황색 LED 도트 매트릭스 역 표시기가 있다. 이를 통해 특정 정류장의 생략을 포함하되 이에 국한되지 않는 올바른 정보를 통해 노선을 즉시 변경할 수 있다.

### 실험적 기술
2010년 보안 및 용량 증대를 위한 시범 프로그램의 일환으로, R160B형 8713–8722호는 접이식 시트, CCTV, 회전식 손잡이 및 루프형 지지대를 시험했다. 승객들의 불만과 가와사키에서 R142 승용차에서 동일한 장비 시험 거부로 인해, 프로그램은 2012년 취소되었다.  프로그램의 나머지인 손잡이와 접이식 좌석의 일부는 2017년 긴급상황을 해결하기 위해 재사용되었지만 공공기물파손의 대상이 되곤 했다.
R160A 차량 9798-9802에는 루프형 지지대가 장착되었으며 폴 수가 두배 장착되었으며, 이전의 기능은 R160Bs 8713-8722에서 처음 확인되었다. 이러한 기능은 2017년 비상 사태의 일환으로 정비하는 동안 다른 R160 차량에 추가되었다.
2016년, 비광고 파일럿 프로그램에서 자메이카 차량사업소에서 관리되는 20대의 R160 열차 편성에서 온보드 WiFi를 시험했다. 또한, 2016년에, 많은 차량들이 공공안전 안내방송, 광고, 각종 매체를 표시하기 위해 대중교통용 아트보드를 LCD 정보 화면으로 대체했다. 이 화면은 모든 R143 차량에 탑재된 화면과 유사하지만, 빨간색, 주황색, 녹색 대신 다양한 색상을 표시할 수 있다.
R160B 차량 9928-9932호에는 R211 차량에 포함되도록 계획된 LED 헤드라이트가 장착되어 있다.
2018년, R160A 차량 8395호는 다른 모든 R160에서 발견되는 무거운 코일 스프링 서스펜션의 교체 가능성을 판단하기 위해 트럭 서스펜션 시스템을 가와사키에서 탄소섬유 강화 플라스틱 "eFWING" 리프 스프링으로 교체했다. R160B 차량 9116에도 새로운 서스펜션이 장착되었다.

### 통신 기반 열차 제어
R160 차량의 통신 기반 열차 제어에는 현재 및 향후의 활용 사례가 있다. 68대의 R160A(8313-8380호)에는 이미 장착된 R143 차량과 함께 캐나시 선(L 열차)에 사용하기 위해 CBTC 장비를 설치했다. 코니 아일랜드 차량사업소에서 관리되는 5량 편성과 이스트 뉴욕에서 관리되는 4량 편성을 포함하여 1,486대의 R160 차량은 퀸즈 블러바드 선(E, F, M, R 열차)에서 사용할 수 있는 CBTC를 장착할 계획이다. R160A 열차중 8313-8316호 및 8377-8380호는 IND 컬버 선의 급행 선로에 있는 베르겐 스트리트와 처치 애비뉴 사이의 장비 시험을 위해 일시적으로 운행을 중단했으며 장비를 제거하고 다시 운행을 시작했다.